# Liste der denkmalgeschützten Objekte in Pötting
Die Liste der denkmalgeschützten Objekte in Pötting enthält die denkmalgeschützten, unbeweglichen Objekte der Gemeinde Pötting in Oberösterreich (Bezirk Grieskirchen).

## Denkmäler
| Foto |                 | Denkmal                                                                          | Standort                             | Beschreibung | Metadaten |
| ---- | --------------- | -------------------------------------------------------------------------------- | ------------------------------------ | --- | --- |
| ja   | Datei hochladen | Kath. Pfarrkirche Kreuzauffindung und Friedhof HERIS-ID: 86608 Objekt-ID: 100926 | Pötting 16, bei Standort KG: Pötting | Die gotische Hallenkirche macht einen hohen und weiten Raumeindruck. An das zweischiffige dreijochige Langhaus mit einem Netzrippengewölbe mit einer Zweiparallelrippenfigur schließt ein zweijochiges kreuzrippengewölbter Chor mit einem Fünfachtelschluss an. | BDA-Hist.: Q26720781 Status: § 2a Stand der BDA-Liste: 2025-06-30 Name: Kath. Pfarrkirche Kreuzauffindung und Friedhof GstNr.: 1128 Parish church of the Holy Cross in Pötting |